# Brian Asamoah
Brian Asamoah II (Newark, 29 marzo 2000) è un giocatore di football americano statunitense che milita nel ruolo di middle linebacker per i Minnesota Vikings della National Football League (NFL).

## Carriera

### Minnesota Vikings
Al college Asamoah giocò a football a Oklahoma. Fu scelto nel corso del terzo giro (66º assoluto) assoluto nel Draft NFL 2022 dai Minnesota Vikings. Debuttò come professionista nella gara  del primo turno vinta contro i San Francisco 49ers giocando negli special team. La sua stagione da rookie si chiuse con 17 tackle e un fumble forzato in 16 presenze, nessuna delle quali come titolare.